# 卡明鎮區 (內布拉斯加州卡明縣)
卡明鎮區（英語：Cuming Township）是位於美國內布拉斯加州卡明縣的一個行政鎮區。

## 地方資料
卡明鎮區的面積為93.29平方千米，皆為陸地。根據2020年美國人口普查的數據，當地共有人口193人，而人口密度為每平方千米2.07人。